# Euro (Rapper)
Eufradis Rodriguez (* 19. Oktober 1992 in der Dominikanischen Republik), besser bekannt unter seinem Künstlernamen Euro, ist ein US-amerikanischer Rapper, der seit 2013 bei dem Hip-Hop-Label Young Money unter Vertrag steht.

## Karriere und Leben
Euro rappte als Teenager vor seinen Freunden. Dann fing er mit Rap-Battles an, mietete sich einen Raum im Tonstudio, nahm ein Mixtape auf und veröffentlichte es. Als Lil Wayne 2013 dieses Mixtape hörte, kontaktierte er ihn und bot ihm einen Vertrag mit Young Money an, den der Rapper auch unterschrieb. Er hatte dann auf Lil Waynes Mixtape Dedication 5 zwei Features.
Im Februar 2014 produzierte und schrieb er das Lied We Alright mit Lil Wayne und Birdman. Heute steht er bei Young Money Entertainment, Cash Money Records und bei Republic Records unter Vertrag.
Sein Künstlername ist durch die ersten zwei Buchstaben in seinem Vor- und Nachnamen inspiriert.